# Camilo Carrancá
Camilo Carrancá y Trujillo fue un abogado y escritor mexicano nacido en Mérida, Yucatán, en 1893; 
fallecido en la Ciudad de México en 1942. Fue hermano mayor del jurisperito Raúl Carrancá y Trujillo.

## Datos biográficos
Hizo sus primeros estudios en el Instituto Literario y posteriormente en la Escuela de Jurisprudencia de Yucatán. Trabajó durante un tiempo en el despacho de abogados que encabezaba Juan Francisco Molina Solís hasta que orientó su actividad profesional hacia su vocación en el servicio exterior mexicano. Por ello se trasladó a la Ciudad de México donde se radicó hasta su muerte. Vivió durante un tiempo en La Habana como alto funcionario de la embajada de México en Cuba.

## Obra
Estudió a profundidad la vida y obra de José Martí de quien escribió.
- Martí en México
- Martí, traductor de Victor Hugo
- Las polémicas de Martí en México
- Los cubanos en el centenario americano
- Martí, Castelar y la revolución de Cuba de 1875
- Ana Martí
- Acerca de Martí en México